# Arthur Ahnger
Arthur Anhger, né le 28 février 1886 et mort le 7 décembre 1940, est un skipper finlandais.

## Palmarès

### Jeux olympiques
- Médaille de bronze en 8 mètres JI en 1912 (avec Emil Lindh, Bertil Tallberg, Gunnar Tallberg et Georg Westling).